# MTV Europe Music Awards 2016
MTV EMA 2016 (známé také jako MTV Europe Music Awards) se konali dne 6. listopadu 2016 v Ahoy Rotterdam v Rotterdamu v Nizozemsku. Nizozemsko bude po třetí hostit předávání cen a po druhé v Rotterdamu. Poprvé se zde ceny předávaly v roce 1997.

## Nominace
Nominace byly oznámeny 27. září 2016.

### Nejlepší píseň
- Adele – „Hello“
- Justin Bieber – „Sorry“
- Lukas Graham – „7 Years“
- Mike Posner – „I Took A Pill In Ibiza (Seeb Remix)“
- Rihanna (ft. Drake) – „Work“

### Nejlepší video
- Beyoncé – „Formation“
- Coldplay – „Up & Up“
- Kanye West – „Famous“
- Tame Impala – „The Less I Know the Better“
- The Weeknd (ft. Daft Punk) – „Starboy“

### Nejlepší zpěvačka
- Adele
- Beyoncé
- Lady Gaga
- Rihanna
- Sia

### Nejlepší zpěvák
- Justin Bieber
- Drake
- Calvin Harris
- Shawn Mendes
- The Weeknd

### Nejlepší nováček
- Bebe Rexha
- DNCE
- Lukas Graham
- The Chainsmokers
- Zara Larsson

### Nejlepší Pop
- Ariana Grande
- Fifth Harmony
- Justin Bieber
- Rihanna
- Selena Gomez
- Shawn Mendes

### Nejlepší Rock
- Coldplay
- Green Day
- Metallica
- Muse
- Red Hot Chili Peppers

### Nejlepší Alternativa
- Kings of Leon
- Radiohead
- Tame Impala
- The 1975
- Twenty One Pilots

### Nejlepší elektronika
- Afrojack
- Calvin Harris
- David Guetta
- Major Lazer
- Martin Garrix

### Nejlepší Hip-Hop
- Drake
- Future
- G-Eazy
- Kanye West
- Wiz Khalifa

### Nejlepší LIVE
- Adele
- Beyoncé
- Green Day
- Coldplay
- Twenty One Pilots

### Nejlepší World Stage
- Duran Duran
- Ellie Goulding
- Jess Glynne
- Martin Garrix
- OneRepublic
- Tinie Tempah
- Tomorrowland
- Wiz Khalifa

### Nejlepší Push umělec
- Alessia Cara
- Anne-Marie
- Bebe Rexha
- Blossoms
- Charlie Puth
- DNCE
- Dua Lipa
- Elle King
- Halsey
- Jack Garratt
- Jonas Blue
- Lukas Graham

### Největší fanoušci
- Ariana Grande
- Beyoncé
- Justin Bieber
- Lady Gaga
- Shawn Mendes

### Nejlepší vzhled
- Lady Gaga
- Rihanna
- Beyoncé
- Sia
- Bebe Rexha

### Světová ikona
- Green Day

## Celosvětové nominace

### Nejlepší celosvětový počin
- Shawn Mendes

### Nejlepší severoamerický počin
- Ariana Grande
- Beyoncé
- Charlie Puth
- Kanye West
- Twenty One Pilots

### Nejlepší kanadský počin
- Alessia Cara
- Justin Bieber
- Drake
- Shawn Mendes
- The Weeknd

### Nejlepší britský a irský počin
- Adele
- Coldplay
- Little Mix
- Zayn
- Years & Years

### Nejlepší dánský počin
- Bejamin Lasnier
- Christopher
- Gilli
- Lukas Graham
- MØ

### Nejlepší finský počin
- Antti Tuisku
- Evelina
- Nikke Ankara
- Teflon Brothers
- Vesala

### Nejlepší norský počin
- Alan Walker
- Astrid S
- Aurora
- Julie Bergan
- Kygo

### Nejlepší švédský počin
- The Fooo Conspiracy
- Galantis
- Laleh
- Tove Lo
- Zara Larrson

### Nejlepší německý počin
- Beginner
- Max Giesinger
- Robin Schulz
- Mark Forster
- Topic

### Nejlepší nizozemský počin
- Broederliefde
- Douwe Bob
- Julian Jordan
- Ronnie Flex
- Sam Feldt

### Nejlepší švýcarský počin
- Bastian Baker
- Bligg
- Chlyklass
- Damian Lynn
- Nickless

### Nejlepší francouzský počin
- Amir
- Jain
- Maitre Gims
- Nekfeu

### Nejlepší italský počin
- Alessandra Amoroso
- Benji & Fede
- Emma
- Francesca Michielin
- Salmo

### Nejlepší španělský počin
- Alvaro Soler
- Amaral
- Enrique Bunbury
- Corizonas
- Leiva

### Nejlepší portugalský počin
- Aurea
- Carlão
- D.A.M.A.
- David Carreira
- HMB

### Nejlepší polský počin
- Ania Dąbrowska
- Bovska
- Cleo
- Dawid Podsiadło
- Margaret

### Nejlepší ruský počin
- Basta
- Elka
- Leningrad
- OQJAV
- Therr Maitz

### Nejlepší rumunský počin
- Andra
- Feli
- Manuel Riva
- Smiley
- Vanotek

### Nejlepší chorvatský počin
- Elemental
- Luce
- S.A.R.S.
- Siddharta
- Toni Zen

### Nejlepší izraelský počin
- E-Z
- Eliad
- Noa Kirel
- Stataic & Ben El
- The Ultras

### Nejlepší africký počin
- Alikiba
- Black Coffee
- Cassper Nyovest
- Olamide
- Wizkid

### Nejlepší indický počin
- Anoushka Shankar
- Bandish Projekt
- Monica Dogra
- Prateek Kuhad
- Uday Benegal & Friends

### Nejlepší japonský počin
- Kyary Pamyu Pamyu
- One Ok Rock
- Perfume
- Radwimps
- Sheena Ringo

### Nejlepší korejský počin
- B.A.P.
- GFriend
- Got7
- Twice
- VIXX

### Nejlepší jihovýchodní asijský počin
- Bunkface
- Dong Nhi
- Gentle Bones
- Raisa
- Sarah Geronimo
- Thaitanium
- Yuna

### Nejlepší čínský a hongkongský počin
- G.E.M.
- Khalil Fong
- Momo Wu
- Pu Shu
- Vision Wei

### Nejlepší australský počin
- Flume
- Tkay Maidza
- Troye Sivan
- The Veronicas
- Vance Joy

### Nejlepší novozélandský počin
- Broods
- Kings
- Ladyhawke
- Maala
- Sahi

### Nejlepší brazilský počin
- Anitta
- Karol Conká
- Ludmilla
- Projota
- Tiago Iorc

### Nejlepší severo-latinskoamerický počin
- CD9
- Jesse & Joy
- León Larregui
- Mon Laferte
- Paty Cantú

### Nejlepší středo-latinskoamerický počin
- Alkiladost
- J Balvin
- Maluma
- Manuel Medrano
- Sebastián Yatra

### Nejlepší jiho-latinskoamerický počin
- Babasónicos
- IKV
- Lali
- Será Pánico
- Tini